# Tour Murney
La tour Murney (anglais : Murney Tower) est une tour Martello du Canada située à Kingston en Ontario. Elle a été construite en 1846 dans le but de servir de redoute au port de Kingston. Il s'agit de l'un des derniers ouvrages défensifs construits par les Britanniques au Canada. Elle est rapidement devenue obsolète vu les progrès des armes et a été abandonnée vers 1890. Elle héberge un musée depuis 1925.
Elle a été désignée lieu historique national en 1930 et classée édifice fédéral du patrimoine en 1992. En 2007, elle a été incluse dans l'inscription du canal Rideau au patrimoine mondial.